# 100Base-TX
100BASE-TX (100Base-TX) – jedna z technologii należących do standardu Ethernet, przesyłająca dane w sieciach lokalnych z szybkością 100 Mb/s. Ze względu na dziesięciokrotne zwiększenie szybkości w stosunku do poprzedniego standardu, nazywana jest ona Fast Ethernet.
Technologia 100Base-TX należy do pierwszej warstwy modelu sieci OSI/ISO – warstwy fizycznej, ponieważ dotyczy tylko fizycznego połączenia pomiędzy urządzeniami. Medium transmisyjnym jest miedziana skrętka nieekranowana UTP lub FTP kategorii 5 lub 6, zakończona obustronnie złączem 8P8C (popularnie lecz nieprawidłowo zwanym RJ-45).
Nazwa standardu, określa jej główne parametry: 100 oznacza szybkość transmisji podana w Mb na sekundę, „Base” oznacza transmisję cyfrową w paśmie podstawowym, a oznaczenie TX oznacza skrętkę miedzianą kategorii 5e lub wyższej. Istnieją technologie wykorzystujące skrętkę niższej kategorii, do przesyłania danych z szybkością 100 Mb/s, są one oznaczone literą T i dalsze inne oznaczenia.

## Specyfika skrętki nieekranowanej

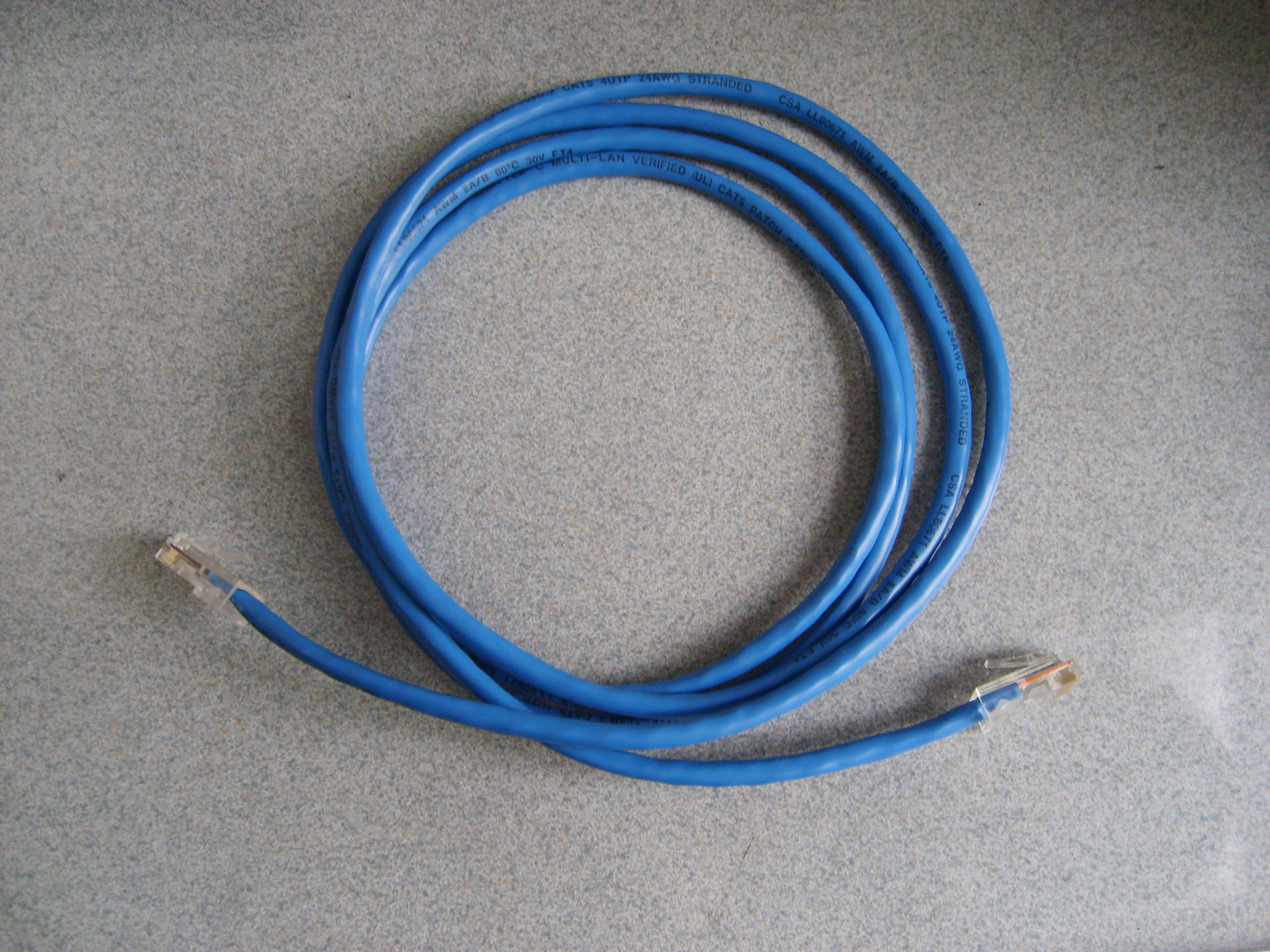
Skrętka UTP

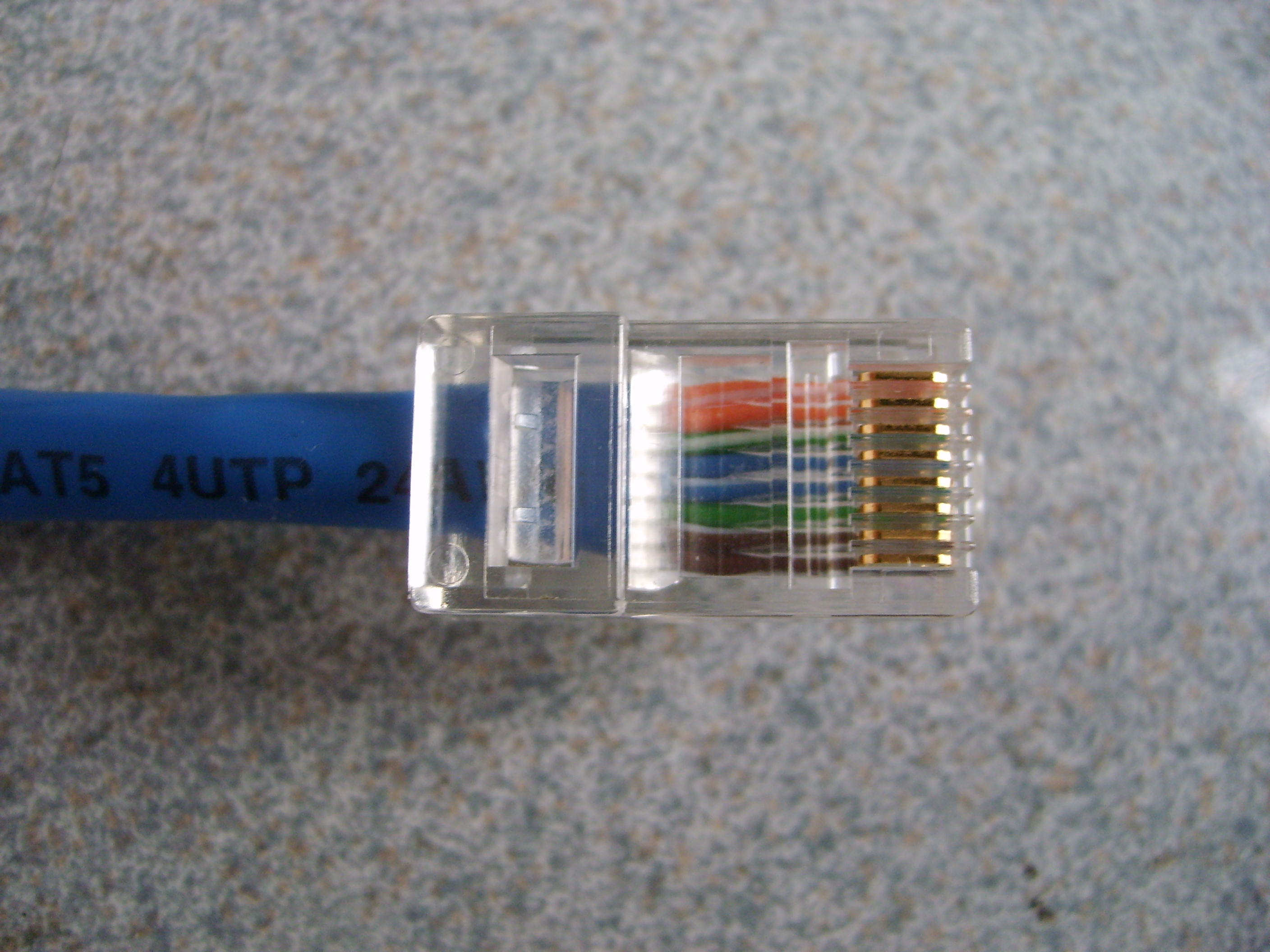
Złącze 8P8C

Skrętka nieekranowana UTP (ang. Unshielded Twisted Pair) składa się z czterech par skręconych ze sobą żył miedzianych. W odróżnieniu od skrętki ekranowanej STP nie posiada ona ekranowania. Każda z żył pokryta jest materiałem izolacyjnym, a każda para jest ze sobą skręcona. Kabel ten bazuje więc tylko na efekcie znoszenia w skręconej parze przewodów. Aby zmniejszyć przesłuchy pomiędzy parami, różna jest liczba skręceń w każdej z nich. Mimo to kabel ten jest bardziej podatny na pogorszenie jakości sygnału spowodowane zakłóceniami EMI (interferencja elektromagnetyczna) i RFI (zakłócenia radiowe).
Według standardu EIA/TIA 568 istnieją dwa sposoby kolejnego ułożenia żył w kończącym kabel złączu 8P8C (popularnie lecz nieprawidłowo zwanym RJ-45) – A i B. Kabel o dwóch końcówkach A lub dwóch końcówkach B to kabel prosty, a kabel o jednej końcówce A, a drugiej B, to kabel skrzyżowany.
Kable proste (ang. straight-through) stosowane są do łączenia:
- Koncentrator z przełącznikiem
- Koncentrator z routerem
- Przełącznik z routerem
- Router z komputerem
- Komputer z przełącznikiem
- Komputer z koncentratorem

Natomiast skrzyżowane (ang. crossover) do łączenia:
- Koncentrator z koncentratorem
- Przełącznik z przełącznikiem
- Router z routerem
- Komputer z komputerem

Dotyczy to starszej generacji urządzeń, kabel skrzyżowany nie jest potrzebny jeśli urządzenia posiadają funkcję Auto MDI-MDIX.

## Transmisja danych
Do transmisji danych używane są dwie oddzielne pary przewodów skrętki, żyły 1 i 2 (druga para) wysyłają od komputera dane (TX), a żyły 3 i 6 (trzecia para) odbierają dane (RX). Pary działają niezależnie w pełnym dupleksie, z szybkością transmisji 100 Mb/s.
Pozostałe dwie pary przewodów kabla kategorii 5e nie są wykorzystywane. Mogą zostać użyte np. do wyprowadzenia drugiego łącza 100BASE-TX, dwóch analogowych linii telefonicznych lub do zasilania urządzeń sieciowych (PoE), np. kamery IP. Ze względów ekonomicznych dla urządzeń pracujących tylko w standardzie 10BASE-T/100BASE-TX spotyka się kable posiadające wyłącznie dwie pary przewodów .
Dane do wysłania kodowane są przy użyciu kodu 4B5B, a następnie konwertowane na jedno z 3 napięć między przewodami pary przy użyciu kodu MLT-3 (Multi Link Transmit –3). Dane są nadawane z częstotliwością zegara 125 MHz, co odpowiada transmisji danych wejściowych z szybkością 100 Mb/s. Zastosowanie kodowania MLT-3 sprawia, że maksymalna częstotliwość podstawowa sygnału w łączu wynosi 31,25 MHz.
Transmisja sygnału cyfrowego po skrętce nieekranowanej sprawia, że emitowane są zakłócenia radiowe w zakresie fal ultrakrótkich.

## Kolejność żył
| Pin | Para | Kabel | Kolor              |
| --- | ---- | ----- | ------------------ |
| 1   | 3    | 1     | biało-zielony      |
| 2   | 3    | 2     | zielony            |
| 3   | 2    | 1     | biało-pomarańczowy |
| 4   | 1    | 2     | niebieski          |
| 5   | 1    | 1     | biało-niebieski    |
| 6   | 2    | 2     | pomarańczowy       |
| 7   | 4    | 1     | biało-brązowy      |
| 8   | 4    | 2     | brązowy            |

| Pin | Para | Kabel | Kolor              |
| --- | ---- | ----- | ------------------ |
| 1   | 2    | 1     | biało-pomarańczowy |
| 2   | 2    | 2     | pomarańczowy       |
| 3   | 3    | 1     | biało-zielony      |
| 4   | 1    | 2     | niebieski          |
| 5   | 1    | 1     | biało-niebieski    |
| 6   | 3    | 2     | zielony            |
| 7   | 4    | 1     | biało-brązowy      |
| 8   | 4    | 2     | brązowy            |

^ Jak widać oba typy różnią się jedynie zamianą miejscami pary pomarańczowej z zieloną

## Maksymalny zasięg
Technologia 100Base-TX stosowana jest w sieciach o topologii gwiazdy. Przyjmuje się, że maksymalna długość kabla pomiędzy urządzeniami, nie powodująca wytłumienia sygnału, które uniemożliwiałoby prawidłowy odbiór danych, wynosi 100 metrów (jednak z doświadczenia wynika, że przy zastosowaniu współczesnych urządzeń sieciowych odległość ta jest większa i dochodzi nawet do 150m). Aby połączyć urządzenia na większą odległość można zastosować wtórniki, należy jednak pamiętać, że powodują one opóźnienia w transmisji. Korzystając z wtórnika można zwiększyć odległość pomiędzy urządzeniami do 200 metrów. Jednakże pomiędzy dwoma wtórnikami możemy zastosować kabel jedynie o długości 5 metrów, tak więc korzystając z dwóch wtórników dystans zwiększy się jedynie do 205 metrów.
Ze względu na to, iż skrętka nieekranowana UTP jest najtańszym i najłatwiej dostępnym medium, a szybkość 100 Mb/s jest obecnie standardem w sieci lokalnej, technologia 100Base-TX jest najpopularniejszą pośród użytkowników Ethernetu. Jednak ze względu na możliwość wykorzystania tego samego okablowania (skrętka kat. 5e) i coraz tańszych urządzeń sieciowych dla Gigabit Ethernetu, ten standard transmisji od początku drugiej dekady XXI w. coraz silniej wypiera wysłużony już Fast Ethernet.